# Mundo grúa
Pour plus de détails, voir Fiche technique et Distribution.
Mundo grúa est un film argentin réalisé par Pablo Trapero, sorti en 1999.

## Fiche technique
Sauf indication contraire, les informations mentionnées dans cette section peuvent être confirmées par la base de données cinématographiques IMDb,  présente dans la section « Liens externes ».
- Titre : Mundo grúa
- Réalisation et scénario : Pablo Trapero
- Photographie : Cobi Migliora
- Montage : Nicolás Goldbart
- Pays : Argentine
- Genre : drame
- Durée : 105 minutes
- Dates de sortie :
  - Argentine : 17 juin 1999
  - Italie : septembre 1999 (Mostra de Venise 1999)
  - France : 2 mai 2001

## Distribution
- Luis Margani : Rulo
- Daniel Valenzuela : Torres
- Adriana Aizemberg : Adriana

## Sortie

### Accueil critique
En France, le site Allociné propose une moyenne de 3,8⁄5, d'après l'interprétation de 12 critiques de presse.

## Distinction
- Mostra de Venise 1999 : sélection en section Semaine de la critique